# Хийумаа (уезд)
Хи́йумаа (эст. Hiiumaa) или Хи́йуский уе́зд (эст. Hiiu maakond) — один из 15 уездов Эстонии, территория которого состоит из острова Хийумаа и окружающих его малых островов. Административный центр уезда — город Кярдла. Площадь уезда — 1032,57 км², это самый маленький уезд страны.

## Муниципалитеты

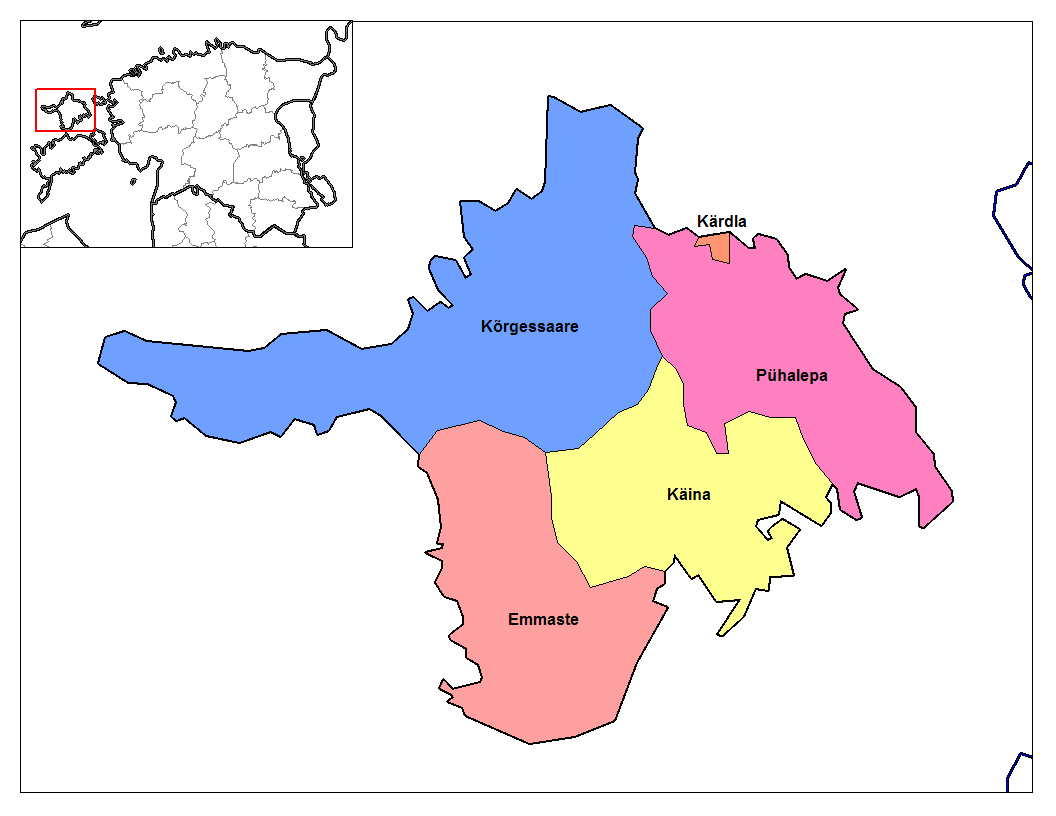
Волости уезда Хийумаа до реформы 2017 года

Уезд состоит из одной волости, также носящей название Хийумаа.
С 1 января 2018 года уездные управы и, соответственно, должности старейшин уездов в Эстонии упразднены. Их обязанности переданы государственным учреждениям и местным самоуправлениям. До этого старейшиной уезда был Рихо Раухоя (Riho Rauhoja).
До административно-территориальной реформы 2017 года в состав уезда входили 4 волости:
- Эммасте
- Хийу
- Кяйна
- Пюхалепа

## Символика
Герб
Герб уезда утверждён 23 мая 1994 года, официально зарегистрирован 25 ноября 1996 года.
На серебряном щите красная верёвка с тремя узлами и четырьмя красными лилиями, по две с каждой стороны верёвки. Четыре лилии на гербе, вдохновленные гербом Унгерн-Штернбергов, символизируют четыре муниципалитета Хийумаа. Идея вертикальной перерезки герба канатом взята из сборника легенд М. И. Эйзена «Сокровище предков» (Таллин, 1958, стр. 178—179). Согласно одной из легенд, хийумааский старик даёт таллинцам, попавшим в кораблекрушение возле острова Хийумаа, кусок верёвки с тремя узлами, чтобы они могли благополучно вернуться на родной берег.
Флаг
Флаг уезда состоит из двух горизонтальных полос одинаковой ширины: верхняя полоса белого цвета, нижняя — зелёного. В центре белой полосы расположен герб Хийумаа. Соотношение ширины флага к длине составляет 7:11, стандартный размер флага — 105×165 см. Флаг был зарегистрирован 25 ноября 1996 года.

## Население
По состоянию на 1 января 2024 году в уезде проживали 8418 человек (последнее место среди всех уездов Эстонии). Плотность населения — 8,15 чел/км², также самая маленькая в стране.
В 2021 году доля мужчин составляла 49,0 %, женщин — 51,0 %; доля жителей в возрасте до 17 лет включительно составляла 15,3 %, в возрасте 18—64 лет — 59,6 %, 65 лет и старше — 25,1 %.
Число жителей уезда Хийумаа на 1 января каждого года по данным Департамента статистики:
| 2018 | 2019   | 2020   | 2021   | 2022   | 2023   | 2024   |
| ---- | ------ | ------ | ------ | ------ | ------ | ------ |
| 9387 | → 9387 | ↘ 9315 | ↗ 9381 | ↘ 8474 | → 8474 | ↘ 8418 |